# Zemeros esla
Zemeros esla är en fjärilsart som beskrevs av Hans Fruhstorfer 1912. Zemeros esla ingår i släktet Zemeros och familjen Riodinidae. Inga underarter finns listade i Catalogue of Life.